# Leptomesosella uniformis
Leptomesosella uniformis là một loài bọ cánh cứng trong họ Cerambycidae.